# Uwan

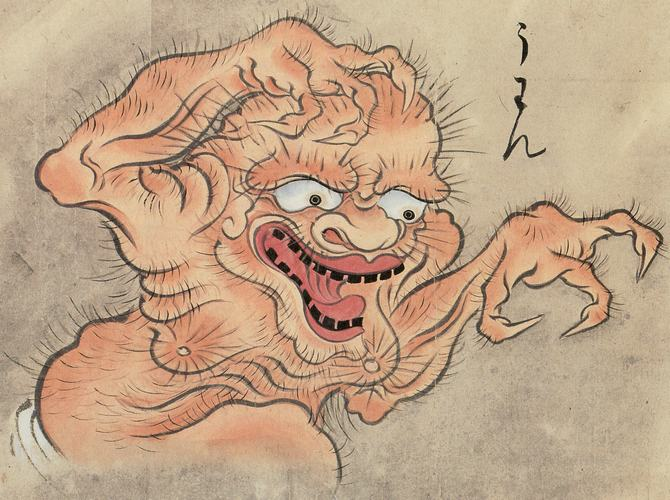
Un uwan tal com es representava al Hyakkai-Zukan de Sawaki Suushi

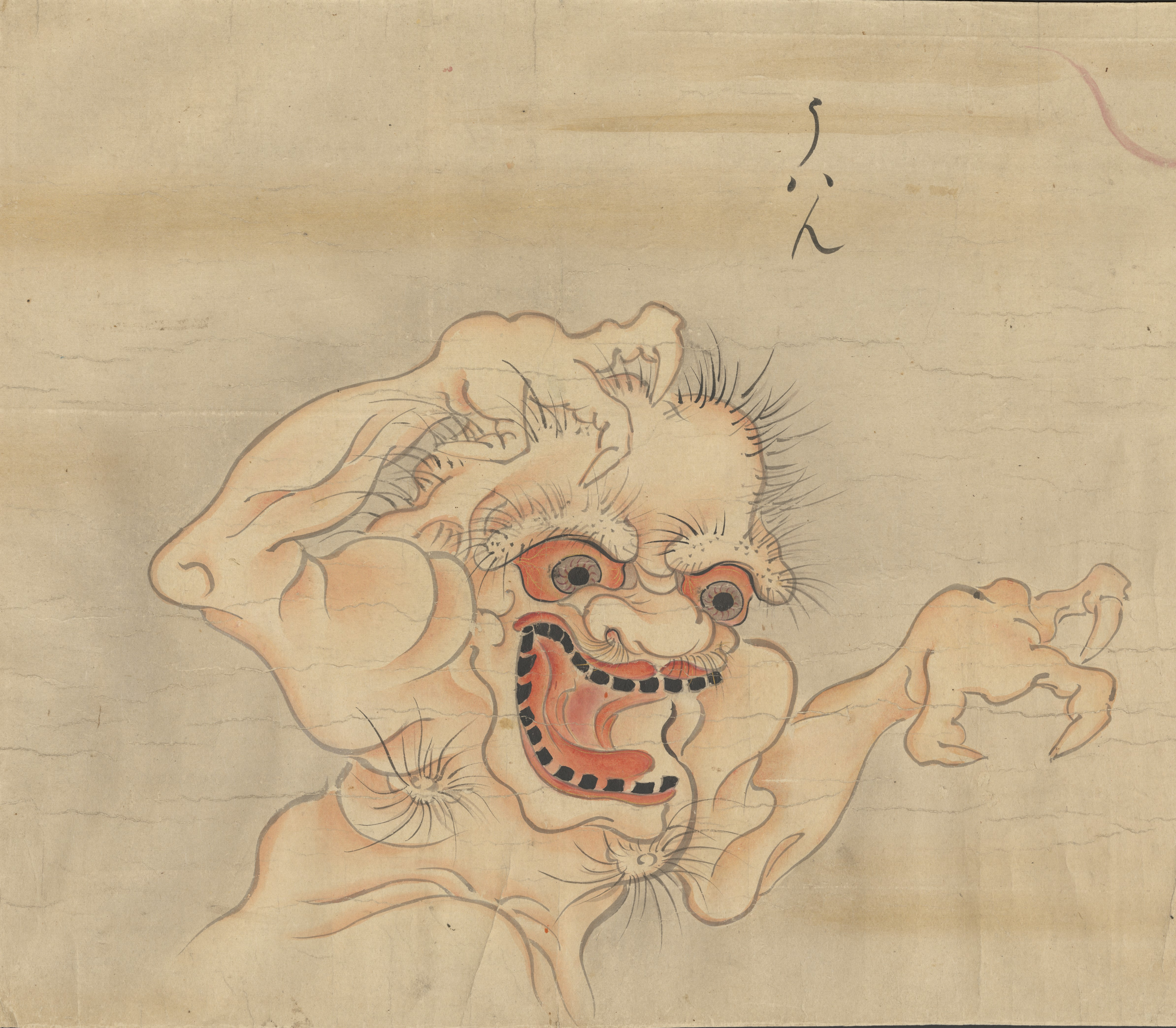
Uwan (う ハ ん) de Bakemono no e (化 物 之 繪, c. 1700), Harry F. Bruning Col·lecció de llibres i manuscrits japonesos, Col·leccions especials de L. Tom Perry, Biblioteca Harold B. Lee, Universitat Brigham Young.

Un uwan (うわん) és una veu incorpòria que viu als temples i cases velles i abandonades. Segons les antigues llegendes de la Prefectura d'Aomori (Japó), quan una persona entra en un d'aquests edificis, aquest yōkai sense forma crida un penetrant "Uwan!". La veu només és audible pels que hi ha dins de l'edifici; els que són a fora no senten res. Com que un uwan no existeix físicament i només consta de so, no representa cap perill físic.
Les antigues llegendes japoneses tenen diferents exemples de yōkai sense forma com l'uwan, que no consten de res més que so, llum o algun altre fenomen natural. Al període Edo, però, aquests esperits dimonials assumien cossos físics, doncs artistes com ara Toriyama Sekien o Sawaki Suushi els incorporaven en la seva obra.